# Navadni divji kostanj
Navadni divji kostanj (Aesculus hippocastanum) je listnato drevo iz družine sapindovk (Sapindaceae), ki zraste do 30 m v višino. Njegovi cvetovi imajo bele venčne liste z rumenimi ali rdečimi lisami. Plodovi so neužitni, bodičasti, z 1-3 rjavimi semeni (divji kostanji).

## Zdravilnost
Seme divjega kostanja vsebuje beta-escin. To je mešanica triterpenskih saponinov. Escin krepi tonus venskih sten in zmanjšuje krhkost in prepustnost kapilar. S tem se zmanjša otekanje, pospeši krvni obtok in izboljša presnova v prizadetem tkivu.
Zdravila z izvlečkom divjega kostanja lajšajo otekline, občutek teže in utrujenost nog, nastale zaradi zastoja krvi v venah nog. So primerna dopolnitev kompresijskemu zdravljenju krčnih žil (uporaba kompresijskih nogavic ali elastičnega povoja). Zmanjšujejo tudi otekline in pospeši odpravljanje podplutb zaradi udarcev ali po infuzijah in injekcijah.
Zdravila z izvlečkom divjega kostanja uporabljamo topikalno (na koži) ali peroralno.
Slovenska tovarna zdravil Lek proizvaja iz divjega kostanja zdravilo Venitan, tovarna Krka pa Herbion Aesculus.